# رضا مقتدر
محمدرضا مقتدر معروف به رضا مقتدر با نام خودمانی مَنو مقتدر (۱۳۱۰ – ۱۴ اسفند ۱۳۹۳) معمار ایرانی بود. او از پیشگامان هنر معماری در ایران بود.

## زندگی
محمدرضا مقتدر در سال ۱۳۱۰ در تهران زاده شد. او فرزند غلامحسین مقتدر از نظامیان دوره رضاشاه بود. رضا مقتدر از دانش‌آموختگان دبیرستان فیروزبهرام و دبیرستان البرز بود و دیپلم معماری را در مدرسه عالی ملی هنرهای زیبا فرانسه دریافت کرد و با رتبه ممتاز دانش‌آموخته شد. او با این رتبه، برنده جایزۀ وزارت آموزش فرانسه شد. او پس از پایان تحصیلات به ایران بازگشت. او با مسافرت به نقاط مختلف ایران، با سبک معماری و لوازم ساختمانی سنتی ایراین آشنا شد و از این راه به سبک ویژه‌ای از طراحی با ترکیب معماری سنتی ایران و معماری مدرن اروپایی دست یافت.
او طراح اصلی مجتمع دانشگاهی شیراز، دانشکدهٔ کشاورزی، مرکز اداری و مجموعهٔ ورزشی دانشگاهٔ تبریز، دانشکدهٔ کشاورزی، دانشکدهٔ علوم و مدرسهٔ پرستاری دانشگاهٔ اهواز و همچنین دانشکدهٔ الهیات و معارف اسلامی دانشگاهٔ تهران بود. هتل کاروانسرای آبادان، هتل انترناسیونال تبریز، میهمانسرای شیراز و سینما آریانا در همین شهر نیز از دیگر آثار معماری او هستند. طرح معماری مرکز فناوری هسته‌ای اصفهان را نیز وی تهیه کرد. او در وقت آزاد خود به عکاسی میز می‌پرداخت و برنده چند جایزه نیز شد.
پس از انقلاب ۱۳۵۷ خانه و دارایی او مصادره شدند و در سال ۱۳۶۰ او مجبور به ترک ایران و زندگی در پاریس شد. او در این مدت در طراحی و اجرای بسیاری از پروژه‌های معماری و شهر‌سازی در کشورهای مختلف از جمله کویت، ترکیه، و فرانسه مشارکت داشت.

## درگذشت
محمدرضا مقتدر در ۸ سال پایانی زندگی خود از بیماری کلیه‌ رنج می‌برد و مجبور به دیالیز بود. او در ۱۴ اسفند ۱۳۹۳ بر اثر بیماری کلیوی و نارسایی قلبی در پاریس درگذشت. او پیشتر همسر خود گلرخ بزرگمهر را در سال ۱۳۸۵ از دست داده بود. او سه دختر به نام‌های آویده، سودابه، و لیلا داشت که هر سه در پاریس زندگی می‌کنند.

## خلاصه زندگی
(برگرفته از کیهان لندن):
- زاده ۱۳۱۰ تهران
- درگذشته اسفند ۱۳۹۳ در پاریس
- دریافت مدرک کارشناسی معماری از مدرسه معماری، پاریس ۱۳۳۵
- جایزۀ بهترین دیپلم معماری از وزارت آموزش عالی فرانسه، پاریس ۱۳۳۵
- جایزۀ اول غرفۀ نمایشگاه شرکت ملی نفت ایران ۱۳۳۹
- جایزۀ اول طرح مجموعۀ مسکونی بانک سپه در تهرانپارس ۱۳۴۱
- مدال طلای عکاسی معماری از سنتو ۱۳۴۵
- جایزۀ اول معماری ایرانی از وزارت آبادانی و مسکن ۱۳۴۶

### مشاغل و مسئولیت‌ها
- همکار گروه مشاوران فرانسوی ژیکو ۱۳۳۶ـ ۱۳۳۸
- عضو مؤسس مهندسان مشاور مقتدر، آندرف، تهران ۱۳۳۹
- عضو مؤسس مهندسان مشاور مدام، ۱۳۴۶
- عضو جامعۀ معماران فرانسه از ۱۳۶۰
- مؤسس دفتر معماری، پاریس ۱۳۶۷
- مؤسس دفتر معماری ۲الف ـ ۲ب پاریس ۱۳۶۷

### فعالیت‌های حرفه‌ای
- طراحی پروژه‌های مهندسان مشاور مقتدر، آندرف و مدام
- طرح جامع شهر تبریز ۱۳۴۶
- مجتمع دانشکدۀ کشاورزی دانشگاه شیراز و کوی دانشجویان باغ اِرَم ۱۳۴۶ـ ۱۳۶۳
- کتابخانۀ دانشکدۀ پزشکی ؟؟؟
- ساختمان‌های دانشکده‌های ادبیات و علوم، کتابخانۀ مرکزی و خوابگاه، دانشگاه شیراز ۱۳۵۳ـ ۱۳۵۸
- دانشکدۀ کشاورزی، دانشگاه تبریز ۱۳۴۲
- مرکز اداری و کانون دانشجویان دانشگاه تبریز ۱۳۵۰
- مجموعۀ ورزشی دانشگاه تبریز ۱۳۵۳
- دانشکدۀ کشاورزی و دانشکدۀ علوم دانشگاه اهواز ۱۳۵۱ ـ ۱۳۵۲
- مدرسۀ پرستاری دانشگاه اهواز ۱۳۵۴
- دانشکدۀ الهیات و معارف اسلامی دانشگاه تهران ۱۳۵۵
- هتل کاروانسرا، آبادان ۱۳۵۳
- هتل انترناسیونال تبریز ۱۳۵۳
- مهمانسرا و سینما آریانا شیراز ۱۳۵۴
- طرح جامع  مرکز فناوری هسته‌ای اصفهان
- طرح توسعه موزۀ کویت ۱۳۶۱
- طرح بازسازی باغ‌های تاریخی کاخ بلوا ـ فرانسه و طرح مجموعۀ جهانگردی در ازمیر، ترکیه ۱۳۶۳ ـ ۱۳۶۵
- تهیه طرح آپادانا، فلوریدا آمریکا ۱۳۶۷
- تهیۀ طرح تیپ یک رشته هتل در آسیای مرکزی ۱۳۶۹
- طرح و نظارت ساختمان استودیوهای هنری، ساختمان مسکونی و بازسازی ساختمان، پاریس ۱۳۶۳ ـ ۱۳۷۴
- تهیۀ گزارش حفاظت آب در فلات ایران، سازمان ملی یونسکو، پاریس، ۱۳۶۱
- سخنرانی در کنگرۀ پژوهشگران جهان اسلام در مورد سهم معماری ایرانی در هنر اسلامی، فرانسه ۱۳۶۵
- سخنرانی در کنگرۀ بین‌المللی تهران دربارۀ پایتخت در مرکز تحقیقات فرانسه ۱۳۶۸، سخنرانی در زمینۀ شیوۀ باغ ایرانی و تاریخ باغ‌سازی در ایران
- دانشگاه سوربن ۳، پاریس ۱۳۷۹/ مؤسسۀ سلطنتی جغرافیا، لندن ۱۳۸۰/ دانشگاه رُم ۱۳۸۰/ بنیاد محمد مصدق، ژنو ۱۳۸۴/ موزۀ هنر و تاریخ ژنو ۱۳۸۵
- ارائۀ رساله در آکادمی معماری فرانسه تحت عنوان بم، آخرین قلعۀ بزرگ کویر ۱۳۸۳